# Aimara Nazareno
Aimara Nazareno (* 30. November 2001 in Guayaquil) ist eine ecuadorianische Leichtathletin, die sich auf den Sprint spezialisiert hat.

## Sportliche Laufbahn
Erste internationale Erfahrungen sammelte Aimara Nazareno im Jahr 2018, als sie bei den U18-Südamerikameisterschaften in Cuenca in 24,51 s die Bronzemedaille im 200-Meter-Lauf gewann und in 13,86 s über 100 Meter Hürden siegte. Zudem siegte sie mit der ecuadorianischen 4-mal-100-Meter-Staffel in 46,94 s. Anschließend startete sie über 100 Meter Hürden bei den Olympischen Jugendspielen in Buenos Aires und gelangte dort auf den neunten Platz. Im Jahr darauf belegte sie bei den U20-Südamerikameisterschaften in Cali in 25,06 s den achten Platz über 200 Meter und gelangte mit 14,41 s auf Rang sechs im 100-Meter-Hürdenlauf. Zudem gewann sie mit der Staffel in 46,86 s die Bronzemedaille. 2022 belegte sie bei den U23-Südamerikameisterschaften in Cascavel in 14,12 s den vierten Platz im Hürdensprint, siegte in 44,50 s in der 4-mal-100-Meter-Staffel und sicherte sich in der 4-mal-400-Meter-Staffel in 3:47,12 min die Silbermedaille hinter dem brasilianischen Team. Im Jahr darauf gewann sie bei den Südamerikameisterschaften in São Paulo in 11,38 s die Bronzemedaille über im 100-Meter-Lauf hinter der Brasilianerin Vitória Cristina Rosa und ihrer Landsfrau Ángela Tenorio und über 200 Meter belegte sie in 23,42 s den fünften Platz. Zudem gelangte sie mit der 4-mal-400-Meter-Staffel mit 3:46,43 min auf Rang vier. Im November wurde sie bei den Panamerikanischen Spielen in Santiago de Chile im Finale über 200 Meter disqualifiziert und belegte in 44,64 s den vierten Platz in der 4-mal-100-Meter-Staffel. Bei den World Athletics Relays 2024 in Nassau gelangte sie mit 43,47 s auf den fünften Platz im A-Lauf im 2. Qualifikationsrennen für die Olympischen Spiele in der 4-mal-100-Meter-Staffel. Kurz darauf siegte sie in 23,07 s über 200 Meter bei den Ibero-Amerikanischen Meisterschaften in Cuiabá und belegte in 11,38 s den siebten Platz über 100 Meter. Zudem belegte sie im Staffelbewerb in 45,47 s den sechsten Platz. Im August schied sie bei den Olympischen Sommerspielen in Paris mit 23,35 s in der Hoffnungsrunde über 200 Meter aus.
2025 belegte sie bei den Südamerikameisterschaften in Mar del Plata in 11,68 s den achten Platz über 100 Meter.
2024 wurde Nazareno ecuadorianische Meisterin im 100-Meter-Lauf.

## Persönliche Bestzeiten
- 100 Meter: 11,16 s (+2,0 m/s), 23. Juni 2024 in Guadalajara
- 200 Meter: 22,92 s (+1,2 m/s), 7. April 2024 in Quito
- 100 m Hürden: 13,93 s (−0,5 m/s), 4. Mai 2019 Quito